# تیمیدین مونوفسفات
تیمیدین مونوفسفات (به انگلیسی: Thymidine monophosphate) با فرمول شیمیایی C۱۰H۱۳N۲O۸P۲- یک ترکیب شیمیایی با شناسه پاب‌کم ۱۶۷۵۵۶۳۱ است. که جرم مولی آن 320.1926 g mol-۱ می‌باشد. 